# Willie Williams
Willie Earl Williams (Miami, 28 luglio 1946) è un ex cestista statunitense, professionista nella NBA.

## Carriera
Venne selezionato dai Boston Celtics al terzo giro del Draft NBA 1970 (38ª scelta assoluta).